# Melanie Joy
Pour les articles homonymes, voir Joy.
Melanie Joy, née le 22 septembre 1966, est une psychologue sociale et une activiste américaine. Elle a été professeur de psychologie et de sociologie à l'université du Massachusetts à Boston, et présidente de Beyond Carnism (Dépasser le carnisme), un groupe de défense à but non lucratif qu'elle a fondé en 2010,. Elle est surtout connue pour son ouvrage Pourquoi aimer les chiens, manger les cochons et se vêtir de vaches (en) qui introduit/popularise le concept de carnisme.

## Biographie
Melanie Joy est diplômée de l'École supérieure des sciences de l'éducation de Harvard et titulaire d'un doctorat en psychologie de l'université de Saybrook. À 23 ans, alors qu'elle poursuivait ses études à Harvard, à la suite de la consommation d'un hamburger contaminé elle a contracté une infection qui l'a amenée à être hospitalisée. À la suite de cet incident, elle est devenue végétarienne, et activiste, puis a opéré une transition graduelle vers le véganisme.
Sa recherche doctorale a tout d'abord porté sur la psychosociologie de la violence et de la discrimination, pour s’orienter par la suite vers les questions relatives à la psychologie des consommateurs de viande. Remarquant chez les sujets qu’elle interrogeait un schéma de pensée irrationnel et incohérent, elle a été amenée à émettre la théorie selon laquelle notre attitude vis-à-vis de la viande est le reflet de préjugés acquis. Cette notion est à la base de la majeure partie de ses travaux ultérieurs.
Melanie Joy a utilisé pour la première fois le terme de carnisme dans un article paru en 2001 dans la revue  Satya,, sans que l’initiative reçoive beaucoup d’écho sur le moment. C’est en 2009, à la suite de la parution de son ouvrage Why We Love Dogs, Eat Pigs, and Wear Cows, que le concept a fini par devenir populaire. Elle définit le carnisme comme un appareil idéologique qui pousse au choix de manger de la viande sans nécessité physiologique – dans les pays développés du moins – sans avoir conscience qu’il s’agit d’un choix et non d’une nécessité,.
Le concept de Melanie Joy a influencé les études menées ultérieurement sur ce qu’on appelle désormais le « paradoxe de la viande ». Il s’agit de l'incohérence apparente que révèlent nos différentes attitudes à l'égard des animaux – qui consistent notamment à exprimer de l'affection envers certains animaux tout en en mangeant d'autres – et de la dissonance cognitive que ce type de comportement implique. Au cours des années 2010, des psychologues[Lesquels ?] ont confirmé en grande partie le concept de Melanie Joy sur l'influence de la consommation de viande sur notre attitude envers les animaux,,,.
En 2010, elle fonde l’association américaine Carnism Awareness & Action Network (CAAN), rebaptisée Beyond Carnism en 2010, qui base son action sur des conférences publiques, des campagnes d’information à destination des médias, la production de documents vidéos et la formation à l’action militante dans le but de modifier l’opinion publique au sujet de la viande, principalement aux États-Unis et en Allemagne.

## Publications
- (en) Melanie Joy, Why We Love Dogs, Eat Pigs, and Wear Cows [« Pourquoi aimer les chiens, manger les cochons et se vêtir de vaches »], Conari Press, 2009, 204 p. (ISBN 1-573-24461-9)
- Strategic Action for Animals[15] (inédit en langue française)
- Beyond Beliefs: A Guide to Improving Relationships and Communication for Vegans, Vegetarians, and Meat Eaters (2018).  (ISBN 978-1590565803).